# Херменевтичен кръг
Херменевтичният кръг представлява особеност на процеса на разбирането, свързана с неговия цикличен характер.
Херменевтичният кръг е бил известен на античната реторика, а също така на патристиката (за разбирането на Свещеното писание е необходимо да се вярва в него, но за тази вяра е необходимо неговото разбиране, според Августин). Различните модификации на херменевтичния кръг са свързани с осъзнаването на взаимообусловеността на обяснението и интерпретацията, от една страна, и с разбирането – от друга; за да бъде нещо разбрано, то трябва да бъде обяснено и обратното. Херменевтичният кръг се разработва в херменевтиката като кръг на цялото и частите. В отчетлива форма той е представен от Ф. Шлайермахер (1768 – 1834), който считал, че за разбирането е необходимо да се разберат неговите отделни части, но за разбирането на отделните части вече е необходимо да се има представа за смисъла на цялото (думата е част по отношение на изречението, изречението е част по отношение на текста, текстът е част по отношение на творческото наследство на дадения автор и т.н.). Шлайермахер отделя психологична страна на херменевтичния кръг. Според нея текстът е фрагмент от цялостния духовен живот на някоя личност и разбирането за „част“ и „цяло“ тук е, че те са взаимно опосредовани.
Друг аспект на херменевтичния кръг показва Дилтай, като според него разбирането на текста като „обективация на живота“ на творческия индивид е възможно само при условие за разбирането на духовния свят на съответната епоха. На свой ред тя предполага разбиране на запазените от тази епоха „обективации на живота“. Във философията на Хайдегер херменевтичният кръг се свързва с формалните условия за разбирането като метод на познанието, а с неговите онтологични условия като основно определение на човешкото съществуване. Доколкото херменевтичният кръг изразява взаимообусловеността на тълкуването на битието от човека и на човешкото самотълкуване, дотолкова задачата на херменевтиката се състои не в прекъсването на херменевтичния кръг, а в това тя да проникне в него. В херменевтиката на Гадамер тази трактовка на херменевтичния кръг се развива по пътя на конкретизацията на учението на Хайдегер за разбирането. Езиковата традиция, в която е вкоренен познаващият субект, съставлява едновременно и предмета на разбирането, и неговата основа – човекът трябва да разбере това, в което се намира от самото начало. Херменевтичният кръг се разработва във философията на науката като взаимообусловеност на теорията и факта – фактите, от които се изгражда теорията, винаги са концептуално натоварени, техният подбор и интерпретация са обусловени от същата тази теория, която те трябва да обясняват.
Източници:
„Философски речник“, изд. „ГАЛ-ИКО“, София 1993
„Философски речник“, изд. къща „ТРУД“, София 2009